# Морозов, Павел Яковлевич
Павел Яковлевич Морозов (15 (27) января 1852, Российская империя — 1911, Вязники) — русский педагог.

## Биография
Родился 15 (27) января 1852 года на Украине. Среднее образование получил на юге России.
В 1876 году после окончания физико-математический факультет Московского университета с 1 июля был назначен учителем в Ярославскую мужскую гимназию, где преподавал математику, физику, космографию и географию. «Очень требовательный к себе Павел Яковлевич был требователен и по отношению к учащимся, особенно старшего возраста, от которых он требовал серьёзной, сознательной, осмысленной работы, но надо сказать, что эта требовательность никогда не переходила разумных границ…». В 1905 году избран гласным Ярославской городской думы; 1 июля 1888 года был произведён в статские советники, в 1905 году был награждён орденом Св. Владимира 4-й степени (имел также ордена Св. Анны и Св. Станислава 2-х степеней).
С 5 августа 1907 года он был назначен инспектором Тульской мужской гимназии. С 20 сентября 1908 по сентябрь 1909 года был директором Муромского реального училища, а с 13 августа 1910 по день смерти в 1911 году — Вязниковской мужской гимназии.
Был холост; имел дом в Ярославле.